# Arbroath
Arbroath eller Aberbrothock (skotsk gælisk: Obar Bhrothaig) er en tidligere royal burgh og den største by i council area Angus, Skotland, med et indbyggertal på 23.902 i 2001. Den ligger ud til Nordsøen omkring 26 km øst-nordøst Dundee og 72 km syd-sydvest for Aberdeen.
Der er arkæologiske spor efter en bosættelse fra jernalderen, men byens historie begyndte med grundlæggelsen af Arbroath Abbey i 1178. Den voksede meget under den industrielle revolution igennem hør og jute-industri og ingeniørkunst. En ny havn blev etableret i 1839; i 1900-tallet var Arbroath én af Skotlands største fiskerihavne.
Byen er kendt for Arbroathdeklerationen fra 1320 og røget Arbroath (en type røget kuller). Arbroath Football Club har verdensrekorden for antallet af mål i en professionel fodboldkamp: 36–0 mod Bon Accord of Aberdeen i Scottish Cup i 1885.